# We are 岩手ビッグブルズ
『We are 岩手ビッグブルズ』（ウィーアーいわてビッグブルズ）は、2011年9月9日から同年10月7日までIBC岩手放送で放送されていたスポーツ番組である。全5回。放送時間は毎週金曜 22:54 - 23:00 （日本標準時）。

## 概要
同年からbjリーグに参戦した岩手ビッグブルズの開幕カウントダウン番組として、チームや選手などの情報を伝えていた。